# Carnegie Mellon University
Carnegie Mellon University (CMU), tidl. Carnegie Institute of Technology (CIT), er et forskningsuniversitet i Pittsburgh, Pennsylvania, USA, grundlagt i 1900. CMU er verdensførende inden for teknologiske fag. Særligt er universitet kendt for informationsvidenskab, automation, ingeniørvidenskab og økonomisk-administrative fag.

Per Brinch Hansen var gæsteforsker 1970-1972.